# Championnat du monde féminin de street-hockey 2007
Navigation
Slovaquie 2011
Le championnats du monde street-hockey féminin a eu lieu en 2007 en Allemagne. C'est la 1re édition de cette épreuve. La Canada remporte son premier titre de Champion du monde en battant en finale la Slovaquie.

## Tour principal
| Rang | Pays       | Pts | V | N | D | Bp | Bc | Diff |
| ---- | ---------- | --- | - | - | - | -- | -- | ---- |
| 1    | Canada     | 9   | 4 | 1 | 0 | 25 | 1  | +24  |
| 2    | Slovaquie  | 7   | 3 | 1 | 1 | 21 | 9  | +12  |
| 3    | Tchéquie   | 6   | 2 | 2 | 1 | 14 | 3  | +11  |
| 4    | États-Unis | 6   | 2 | 2 | 1 | 13 | 7  | +6   |
| 5    | Allemagne  | 2   | 1 | 0 | 4 | 11 | 23 | -12  |
| 6    | Autriche   | 0   | 0 | 0 | 5 | 4  | 45 | -41  |

| 7 juin 2007 | Slovaquie | 11-1 (4-0, 4-0, 3-1) | Autriche |  |

| 7 juin 2007 | Canada | 3-0 (2-0, 1-0, 0-0) | États-Unis |  |

| 7 juin 2007 | Tchéquie | 2-0 (1-0, 0-0, 1-0) | Allemagne |  |

| 7 juin 2007 | Slovaquie | 2-1 (2-1, 0-0, 0-0) | Tchéquie |  |

| 7 juin 2007 | États-Unis | 4-1 (3-0, 1-0, 0-1) | Allemagne |  |

| 7 juin 2007 | Canada | 9-0 (2-0, 6-0, 1-0) | Autriche |  |

| 8 juin 2007 | Slovaquie | 2-2 (2-0, 0-1, 0-1) | États-Unis |  |

| 8 juin 2007 | Canada | 9-0 (3-0, 3-0, 3-0) | Allemagne |  |

| 8 juin 2007 | Tchéquie | 10-0 (2-0, 5-0, 3-0) | Autriche |  |

| 8 juin 2007 | Canada | 1-1 (1-1, 0-0, 0-0) | Tchéquie |  |

| 8 juin 2007 | Slovaquie | 6-2 (4-0, 1-1, 1-1) | Allemagne |  |

| 8 juin 2007 | États-Unis | 7-1 (3-0, 4-0, 0-1) | Autriche |  |

| 9 juin 2007 | Canada | 3-0 (1-0, 2-0, 0-0) | Slovaquie |  |

| 9 juin 2007 | États-Unis | 0-0 (0-0, 0-0, 0-0) | Tchéquie |  |

| 9 juin 2007 | Allemagne | 8-2 (3-0, 0-0, 5-2) | Autriche |  |

### Finale
| 9 juin 2007 | Canada | 2-0 (2-0, 0-0, 0-0) | Slovaquie |  |

### Classement final
| Place              | Équipe     |
| ------------------ | ---------- |
| Médaille d'or      | Canada     |
| Médaille d'argent  | Slovaquie  |
| Médaille de bronze | Tchéquie   |
| 4                  | États-Unis |
| 5                  | Allemagne  |
| 6                  | Autriche   |